# Ramsay Conservation Park
Ramsay Conservation Park är en park i Australien. Den ligger i delstaten South Australia, omkring 76 kilometer väster om delstatshuvudstaden Adelaide.
Trakten är glest befolkad. Närmaste större samhälle är Minlaton, omkring 18 kilometer väster om Ramsay Conservation Park. 
Trakten runt Ramsay Conservation Park består till största delen av jordbruksmark. Genomsnittlig årsnederbörd är 583 millimeter. Den regnigaste månaden är juni, med i genomsnitt 111 mm nederbörd, och den torraste är januari, med 12 mm nederbörd.